# Solanillos del Extremo
Solanillos del Extremo è un comune spagnolo di 104 abitanti situato nella comunità autonoma di Castiglia-La Mancia.